# Sân vận động Saint-Symphorien
Sân vận động Saint-Symphorien (tiếng Pháp: Stade Municipal Saint-Symphorien) là một sân vận động đa năng nằm trên "đảo Saint-Symphorien" ở Longeville-lès-Metz, gần Metz, Pháp. Sân hiện đang được sử dụng chủ yếu cho các trận đấu bóng đá. Đây là sân nhà của FC Metz. Sân vận động có sức chứa 30.000 người và được xây dựng vào năm 1923.